# فيضية (اسم)
فيضية هو اسم علم مؤنث من أصل عربي، ومعناه هو منسوب إلى الفكر، المتأملة التي تعمل ذكاءها أو خاطرها.

## الأصل اللغوي
اللغة العربية

## وصلات خارجية
- موسوعة السلطان قابوس لأسماء العرب نسخة محفوظة 5 أبريل 2019 على موقع واي باك مشين.